# Сенегальский конституционный референдум (2016)
Конституционный референдум в Сенегале проходил 20 марта 2016 года. Предложенные изменения Конституции были одобрены 62 % голосов. Большинство проголосовало за поправки в 13 из 14 областей Сенегала за исключением Диурбеля.

## Поправки
На референдум было вынесено 15 поправок к Конституции, включая:
- Сокращение президентского срока с 7 до 5 лет. Поправка вводится, начиная с президентских выборов 2019 года.[3]
- Конституционное признание Лидера оппозиции.
- Усиление местных властей
- Право на здоровую окружающую среду.
- Изменения прав на землю и естественные ресурсы.

## Результаты
| Выбор                               | Голоса    | %     |
| ----------------------------------- | --------- | ----- |
| «За»                                | 1 367 592 | 62,64 |
| «Против»                            | 815 655   | 37,36 |
| Недействительных/пустых бюллетеней  | 19 815    | -     |
| Всего                               | 2 203 062 | 100   |
| Зарегистрированных избирателей/Явка | 5 709 582 | 38,59 |
| Источник: Direct Democracy          |           |       |